# Ван Зведен, Яп
Яп ван Зведен (нидерл. Jaap van Zweden; род. 12 декабря 1960, Амстердам) — нидерландский скрипач и дирижёр.

## Биография
Родился в Амстердаме, Нидерланды. Благодаря своему отцу, пианисту, начал учиться играть на скрипке в пять лет. Учился в Амстердаме у Давины ван Вели, затем в Нью-Йорке у Дороти Делэй.
В 1977 году выиграл нидерландский Национальный конкурс скрипачей имени Оскара Бака.
В 1979 году стал концертмейстером оркестра Концертгебау — самым молодым за всю историю оркестра — и оставался на этом посту до 1995 года. С этого времени стал работать как дирижёр — как утверждается, под влиянием Леонарда Бернстайна, который на одной из репетиций предложил ему попробовать.
С 1996 по 2000 годы руководил Нидерландским симфоническим оркестром из Энсхеде, а с 2000 по 2005 годы — Гаагским филармоническим оркестром.
С 2005 года возглавлял Филармонический оркестр Нидерландского радио. В феврале 2007 года он продлил свой контракт с оркестром до 2013 года. В августе 2010 года оркестр объявил, что Ван Зведен покидает пост главного дирижера в 2012 году и занимает должность почетного приглашенного дирижера. В 2008 году в дополнение к этому посту принял руководство ещё двумя коллективами: Далласским симфоническим оркестром в США и Фламандским филармоническим оркестром в Бельгии. Занимал пост главного дирижера Антверпенского симфонического оркестра с 2008 по 2011 год.
В 2016 году избран директором Нью-Йоркского филармонического оркестра.

## Личная жизнь
С 1983 года женат на художнице Аалтье Ван Зведен–ван Бюрен. У них есть дочь Анна-София и трое сыновей-Даниэль, Бенджамин и Александр. Их сын Бенджамин страдает аутизмом. В 2000 году Ван Зведен основал Фонд Папагено, который обеспечивает детей, страдающих аутизмом, музыкальной терапией.